# Joyce Redman
Joyce Olivia Redman, född 7 december 1915 i Gosforth i Northumberland, död 9 maj 2012 i Pembury i Kent, var en brittisk skådespelare. Redman är bland annat känd för sina filmroller som Jenny Jones i Tom Jones (1963) och Emilia i Othello (1965), för vilka hon även oscarnominerades.

## Filmografi i urval
- 1941 – Spellbound
- 1942 – Ett av våra bombplan saknas
- 1955 – The Merry Wives of Windsor (TV-film)
- 1956–1957 – Vanity Fair (TV-serie)
- 1963 – Tom Jones
- 1965 – Othello
- 1968 – Storken på villovägar
- 1976 – Clayhanger (TV-serie)
- 1978 – Les Misérables
- 1981 – De sju urens mysterium (TV-film)
- 1985 – A Different Kind of Love
- 1997 – Ruth Rendell Mysteries (TV-serie)
- 2001 – Victoria & Albert (TV-serie)